# Hygrophorus fuligineus
Hygrophorus fuligineus är en svampart som beskrevs av Frost 1884. Hygrophorus fuligineus ingår i släktet Hygrophorus och familjen Hygrophoraceae.   Inga underarter finns listade i Catalogue of Life.